# Tainted Angel
Tainted Angel è il primo album dei Southgang, uscito nel 1991 per l'Etichetta discografica Charisma Records.

## Tracce
1. Boys Nite Out (Child, Harte, Walker) 3:06
2. Love for Sale? (Child, Fincher, Harte, Walker) 4:16
3. Georgia Lights (Child, Fincher, Harte, Walker) 4:46
4. Love Ain't Enough (Child, Fincher, Harte, Plunkett, Walker) 4:30
5. She's Danger City/Seven Hills Saloon (Child, Harte, Walker) 4:55
6. Tainted Angel (Child, Harte, Walker) 4:54
7. Big City Woman (Benson, Child, Harte, Turner, Walker) 4:08
8. Shoot Me Down (Child, Harte, Walker) 3:43
9. Russian Roulette (Child, Harte, Walker) 4:06
10. Aim for the Heart (Child, Harte, Walker, Warren) 4:52
11. Groove Bucket

## Formazione
- Jesse Harte - voce
- Butch Walker - chitarra
- Jayce Fincher - basso
- Mitch McLee - batteria

### Altri musicisti
- Kane Roberts - cori